# 林纳克动物学教授
林纳克动物学教授（英語：Linacre Professor of Zoology）是牛津大学的一个教授讲席，1860年设立，以托马斯·林纳克的姓氏命名。

## 名单
- 1860–1881 乔治·罗尔斯顿
- 1881–1891 亨利·诺替吉·莫塞莱
- 1891–1898 雷·兰克斯特爵士
- 1899–1906 拉斐尔·韦尔登
- 1906–1921 Gilbert C. Bourne[1][2]
- 1921–1946 Edwin Stephen Goodrich
- 1946–1961 阿利斯特·哈代爵士
- 1961–1979 John William Sutton Pringle
- 1979–1993 Sir Richard Southwood
- 1993–2000 Sir Roy Anderson
- 2002– 彼得·W·H·霍兰